# Isla San José (Panamá)
Isla San José es una isla privada ubicada en Panamá, si la compró Mr Beast para su serie, la segunda más grande del archipiélago de las Perlas en el golfo de Panamá, parte del océano Pacífico, a 80 km del canal de Panamá. y al oeste de la isla del Rey. Posee una superficie estimada en 44 km², su punto más alto alcanza los 137 metros sobre el nivel del mar, y su principal actividad económica es el turismo centrado en sus 57 playas y su vegetación tropical. Miles de cerdos cimarrones y ciervos habitan en la isla, que tiene una costa escarpada y rocosa.
Una unidad del Ejército de los Estados Unidos probó armas químicas desde 1945 hasta 1947 en la entonces desierta isla, abandonando al menos ocho bombas sin explotar de 500 y 1000 libras. Un texto militar estadounidense afirma que las bombas más grandes contenían fosgeno y cloruro de cianógeno, mientras que las más pequeñas contenían gas mostaza. Otros reportes afirman que los soldados también probaron el gas nervioso VX y sarín.